# كفر برا

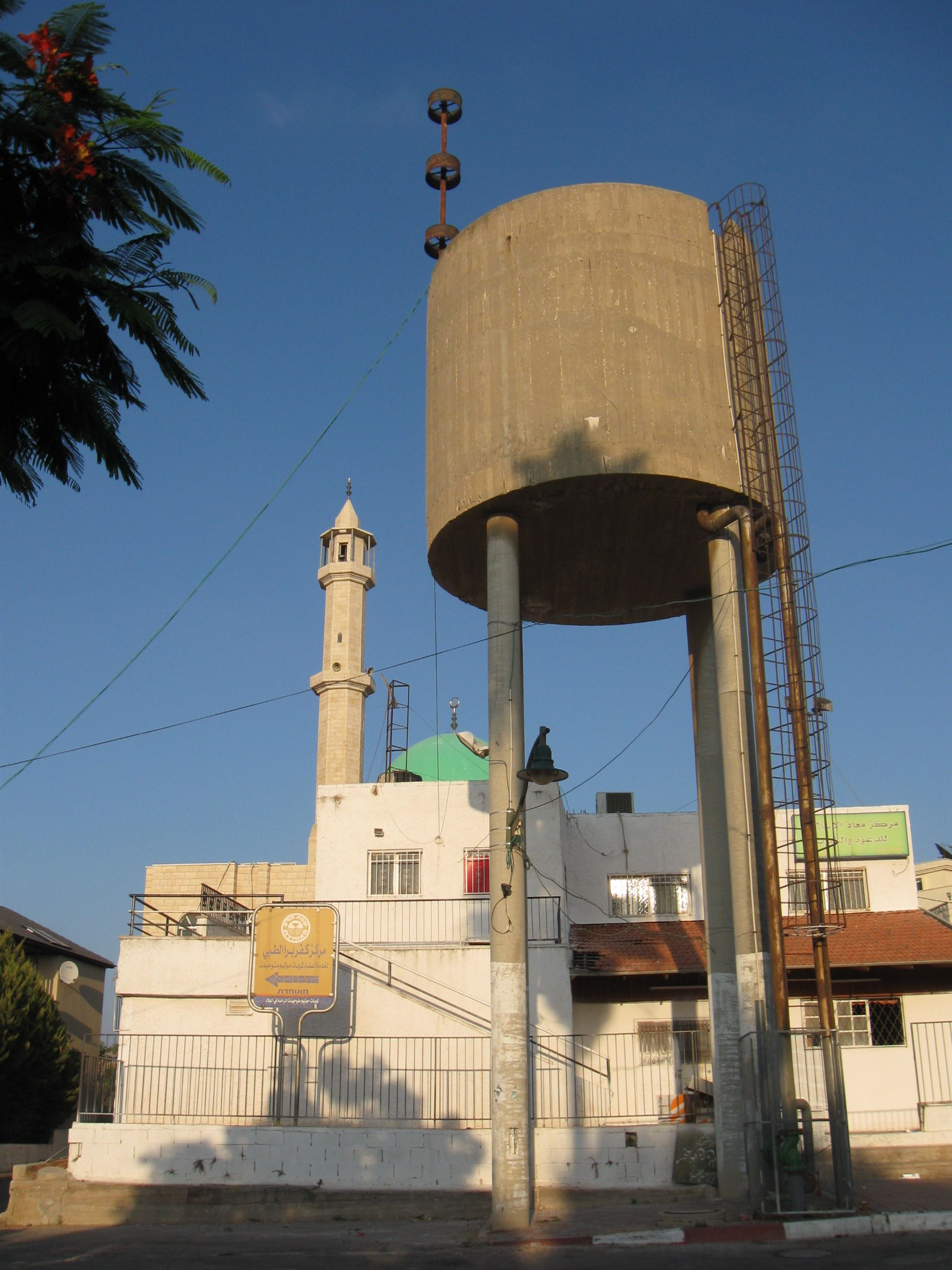
نموذج صورة ل كفر برا

كفر برا هي قرية تقع في منطقة المثلث الجنوبي بالقرب من جلجولية تقع تحت منطقة نفوذ مساحتها 2,400 دونم. تم الإعلان عنها كسلطة محلية سنة 1963م.

## السكان والعائلات
حسب آخر الإحصائيات يبلغ عدد سكانها (3,500 نسمة)، يكبر سكان كفر برا في نسبة تتراوح 5% وسكانها من العرب المسلمون. وفي عام 2021، بلغ عدد السكان 3,856 نسمة، 1,926 ذكر و1,930 أنثى. 99.9% من السكان هم عرب، وجميع العرب هم مسلمون.

## الاقتصاد
تدرج كفر برا من ناحية اقتصادية بدرجة وسطى معدل دخل الفرد 4,321 شيكل إسرائيلي جديد. وبحسب إحصائيات عام 2021، كان الراتب المتوسط في الشهر للرجل هو 8,265 شاقل و 5,109 شاقل للأنثى.

## المؤسسات
يوجد في القرية مركز جماهيري وبيت مسنين ومركز شبيب. وفيها ثلاثة مساجد ومكتبة عامة وبريد ومركز رعاية الأم والطفل وعيادتان. بالإضافة إلى ملعب كرة قدم تم تدشينه مؤخراً ومنتزه صغير يحوي على ألعاب. وملعب كرة قدم كبير (ملعب النصر) تم افتتاحه مجدداً.

### مستوطنات
أقيمت مستوطنة أورنيت على جزء من أراضي القرية.

### المدارس
يوجد في كفر برا مدرستين:
- مدرسة عمر بن الخطاب الابتدائية، يتراوح عدد طلابها نحو (700 طالب).
- مدرسة كفر برا الشاملة الإعدادية، فتحت في العام الدراسي (2009-2010) وعدد طلابها يتراوح من (250-300) طالب.

وفي سنة 2021، أصبح هنالك 3 مدارس في البلدة، تحتوي على 40 صفًا. وتضُم 671 طالبًا وطالبة. وبلغت نسبة المؤهلين لشهادة الثانوية العامة (شهادة بجروت) إلى 68.7%.